# Evangelisch-reformierte Kirche in Bayern
Die Evangelisch-reformierte Kirche in Bayern war bis 1989 eine selbständige evangelische Kirche. Damals schloss sie sich als 11. Synodalverband der Evangelisch-reformierten Kirche in Nordwestdeutschland mit Sitz in Leer (Ostfriesland) an, die als eine von zwanzig Gliedkirchen zur Evangelischen Kirche in Deutschland (EKD) gehört.
Die vergrößerte reformierte Landeskirche Nordwestdeutschlands nannte sich daher bis Ende 2009 Evangelisch-reformierte Kirche (Synode evangelisch-reformierter Kirchen in Bayern und Nordwestdeutschland), heute nur noch Evangelisch-reformierte Kirche.

## Gebiet der Landeskirche
Die Evangelisch-reformierte Kirche in Bayern umfasste das Bundesland Bayern. Da hier die evangelischen Gemeinden jedoch meist lutherisch sind und daher zur Evangelisch-Lutherischen Kirche in Bayern gehören, umfasste die reformierte Kirche Bayerns nur zehn Einzelgemeinden, und zwar Bayreuth, Erlangen, Bad Grönenbach, Herbishofen, Marienheim, München I, II und III, Nürnberg und Schwabach.

## Geschichte
Die reformierten Gemeinden in Bayern haben eine sehr unterschiedliche Geschichte und Tradition. Meist sind sie durch Zuwanderung von reformierten Gemeindegliedern entstanden.
Als das alte katholische Kernland Bayerns zwischen 1806 und 1810 als „Königreich Bayern“ um zahlreiche Herrschaftsgebiete auf seine heutige Ausdehnung erweitert wurde, gab es fortan innerhalb des Landes auch viele evangelische Gebiete, vor allem waren Teile Frankens (Markgraftümer Brandenburg-Ansbach und Brandenburg-Bayreuth) und einige Freie Reichsstädte (Nürnberg, Nördlingen, Memmingen, Kempten, Weißenburg und Windsheim) evangelisch. Es gab meist lutherische, vereinzelt jedoch auch reformierte Gemeinden. Sie alle wurden 1806 zu einer Kirche vereinigt (Verwaltungsunion). Dazu gehörten seinerzeit auch die Gebiete „links des Rheins“ (die so genannte Rheinpfalz, siehe Pfalz (Region)). Hier vereinigten sich 1817 die lutherischen und reformierten Gemeinden zu einer unierten Kirche („Bekenntnisunion“), welche 1848 rechtlich unabhängig wurde (siehe Evangelische Kirche der Pfalz).
In den Gebieten „rechts des Rheins“, also im Hauptgebiet des Königreichs Bayern, wurde 1817 eine „Gesamtgemeinde“ unter einem staatlichen „Oberkonsistorium“ in München eingerichtet. Die Gemeinden blieben jedoch ihrem bisherigen Bekenntnis treu. Für die reformierten Gemeinden rechts des Rheins wurden 1853 eine selbständige Synode und eine eigene Kirchenleitung (das „Moderamen“) eingerichtet. Oberhaupt der „Evangelischen Kirche in Bayern“ war der König von Bayern als „summus episcopus“.
1918 traten die reformierten Gemeinden formal aus der Bayerischen Landeskirche aus und wurden eine selbständige Evangelisch-reformierte Kirche in Bayern.
1928 trat die Evangelisch-reformierte Kirche in Bayern dem neu gegründeten Bund Evangelisch-reformierter Kirchen Deutschlands bei, einem losen Zusammenschluss selbständiger, auf ganz Deutschland verstreuter reformierter Gemeinden. Dieser „Bund“ besteht noch heute mit drei Mitgliedsgemeinden.
1989 strebte die Evangelisch-reformierte Kirche in Bayern eine Annäherung an die Landeskirchen an. Sie trat deshalb aus dem „Bund“ aus und schloss sich am 1. Februar 1989 der Evangelisch-reformierten Kirche in Nordwestdeutschland an.
Seither bildet sie den Synodalverband XI der nunmehr Evangelisch-reformierte Kirche heißenden Landeskirche. Diesem Synodalverband XI wurde die bereits seit 1951 zur Evangelisch-reformierten Kirche in Nordwestdeutschland gehörende reformierte Gemeinde Stuttgart angeschlossen. Ferner wurden die 1993 beigetretenen reformierten Gemeinden in Leipzig mit der inzwischen gegründeten Filialgemeinde Chemnitz, die 1994 als Gemeinde Chemnitz-Zwickau eine selbständige Gemeinde wurde, dem Synodalverband XI angeschlossen. Dieser umfasst seither 13 Gemeinden. Die seit 1996 assoziierte „Wallonisch-Niederländische Gemeinde Hanau“ ist 2008 wieder ausgetreten.

## Gemeinden des Synodalverbands XI
- Bayreuth
- Chemnitz-Zwickau
- Erlangen
- Bad Grönenbach
- Herbishofen (Ortsteil der Gemeinde Lachen)
- Leipzig
- Marienheim (Ortsteil der Stadt Neuburg an der Donau)
- München I
- München II
- München III (ungarische Gemeinde)
- Nürnberg
- Schwabach
- Stuttgart

## Leitung des Synodalverbands XI
Die Leitungsstruktur des Synodalverbands XI (wie auch der früheren Evangelisch-reformierten Kirche in Bayern) entspricht im Wesentlichen der Leitungsstruktur der gesamten Evangelisch-reformierten Kirche. 
Er wird von einer jährlich einmal tagenden Synode geleitet, deren kollegialer dauernder Vorstand das Moderamen ist. Diesem steht der Präses vor. Der Sitz der Synodalverwaltung ist in Nürnberg.

## Gesangbücher
Die Gemeinden der Evangelisch-reformierten Kirche in Bayern sangen in den letzten Jahrzehnten aus folgenden Gesangbüchern:
- Evangelisches Gesangbuch – Ausgabe für die Evangelisch-reformierte Kirche in Bayern; Sonderausgabe des Evangelischen Gesangbuchs für Rheinland und Westfalen mit den „Liedern des Deutschen Evangelischen Gesangbuchs“
- Evangelisches Gesangbuch – Ausgabe für die Evangelisch-reformierte Kirche (Synode evangelisch-reformierter Kirchen in Bayern und Nordwestdeutschland), die Evangelische-altreformierte Kirche in Niedersachsen, in Gemeinschaft mit der Evangelischen Kirche im Rheinland, der Evangelischen Kirche von Westfalen, der Lippischen Landeskirche, in Gebrauch auch in Gemeinden des Bundes evangelisch-reformierter Kirchen in der Bundesrepublik Deutschland, Gütersloh/Bielefeld/Neukirchen-Vluyn, eingeführt am 1. Advent 1996
- Schweizer Gesangbuch – in den Gemeinden Bad Grönenbach und Herbishofen ist das Gesangbuch der Evangelisch-reformierten Kirche der deutschsprachigen Schweiz in Gebrauch